# Geografia de Angola
Angola  situa-se na costa do Atlântico Sul da África Ocidental, entre a Namíbia e o Congo-Brazavile. Também faz fronteira com o Congo-Quinxassa e a Zâmbia, a oriente. O país está dividido entre uma faixa costeira árida, que se estende desde a Namíbia até Luanda, um planalto interior úmido, uma savana seca no interior sul e sudeste, e floresta tropical no norte e em Cabinda. O rio Zambeze e vários afluentes do rio Congo têm as suas nascentes em Angola. A faixa costeira é temperada pela corrente fria de Benguela. Existe uma estação das chuvas curta, que vai de Fevereiro a Abril. Os verões são quentes e secos, os invernos são temperados. As terras altas do interior têm um clima suave com uma estação das chuvas de Novembro a Abril, seguida por uma estação seca, mais fria, de Maio a Outubro. As altitudes variam, em geral, entre os 1.000 e os 2.000 metros. As regiões do norte e Cabinda têm chuvas ao longo de quase todo o ano.

## Localização
Localização -africa ocidental  na frente do oceano asiatico Sul, entre a Namíbia e o Congo-Quinxassa
Coordenadas geográficas - 12º 30' S, 18º 30' E
Referências cartográficas - África

## Fronteiras
Área
- total - 1 246 700 km²
- terra - 1 246 700 km²

- total - 5 198 km
- países fronteiriços
  - Congo-Quinxassa - 2 511 km (dos quais 220 km são fronteira com a província de Cabinda)
  - Namíbia - 1 376 km
  - Zâmbia - 1 110 km
  - Congo - 2 099 km

Costa - 1 600 km
- Norte: ponto sem nome na fronteira com o Congo-Brazavile (a norte da localidade de Caio Bemba, província de Cabinda)
- Norte (sem contar com Cabinda): ponto na fronteira com o Congo-Quinxassa a noroeste da localidade de Luvo, província do Zaire
- Este: secção de rio na fronteira com a Zâmbia (a norte da localidade de Sapeta na Zâmbia), província do Moxico
- Sul: ponto do rio Cunene na fronteira com a Namíbia (imediatamente a norte da localidade de Andara, Caprivi, Namíbia), província do Cuando
- Oeste: ilha dos Tigres, província do Namibe
- Oeste (continental): península a oeste de Tombua (Porto Alexandre), província do Namibe

## Hidrografia
Angola é atravessada por importantes rios que descem do interior em vales profundos, alargando-se depois nas proximidades do oceano, formando baías e portos naturais, como os de Luanda, Lobito, Cabinda, Porto Amboim e Namibe.
A configuração hidrográfica de Angola está intimamente ligada ao seu relevo. Os rios têm origem nas zonas montanhosas e planálticas do interior e correm para as regiões mais baixas. Na sua maioria, os leitos são irregulares — não faltando as quedas de água, as cachoeiras e os rápidos — apresentando margens mais largas nas zonas costeiras.
De entre os principais rios angolanos, existem quatro vertentes distintas de escoamento das águas:
Rios que correm para Oeste, em direcção ao Oceano Atlântico:
- Chiluango
- Congo
- Mebridege
- Loge
- Dande
- Bengo
- Cuanza
  - Luando
  - Lucala
- Longa
- Queve ou Cuvo
- Cambongo-Negunza
- Catumbela
- Coporolo
- Giraul
- Bero
- Coroca
- Cunene

Rios que correm para Norte, em direcção ao Congo:
- Zadi
- Cuango
- Luangue-Lucala
- Cassai
  - Cuilo
  - Cambo
  - Lui
  - Tchicapa
  - Luachimo
    - Chiumbe

  - Luembe

Rios que correm para Leste de Angola, como afluentes do Zambeze:
- Luena
- Lungué Bungo
- Luanguimba
- Cuando
  - Utembo
  - Luiana

Rios que correm para Sul, para o Calaári:
- Cubango
  - Cuebe
  - Cuchi
  - Cuito

As principais bacias hidrográficas são (de norte para sul e de oeste para leste) as dos do Congo, Zambeze, Cuanza (a maior), Queve, Cunene e Cubango. O principal lago existente em território angolano é o lago Dilolo, seguido das lagoas do Panguila e da Muxima. O maior (cerca de 1000 km de extensão) e mais navegável rio de Angola é o Cuanza.
Existem várias queda de água e rápidos em rios como Mebridege, Cambambe, Cuanza, Ruacaná, destacando-se as grandes Quedas do Calandula, com mais de 100 metros de altura no Lucala, afluente do Cuanza.
Reivindicações marítimas
- zona contígua - 24 milhas náuticas
- zona económica exclusiva - 200 milhas náuticas
- águas territoriais - 12 milhas náuticas

## Clima
Clima - semiárido no sul e ao longo da costa até Luanda; o norte tem uma estação fresca e seca (Maio a Outubro) e uma estação quente e chuvosa (Novembro a Abril)

## Topografia

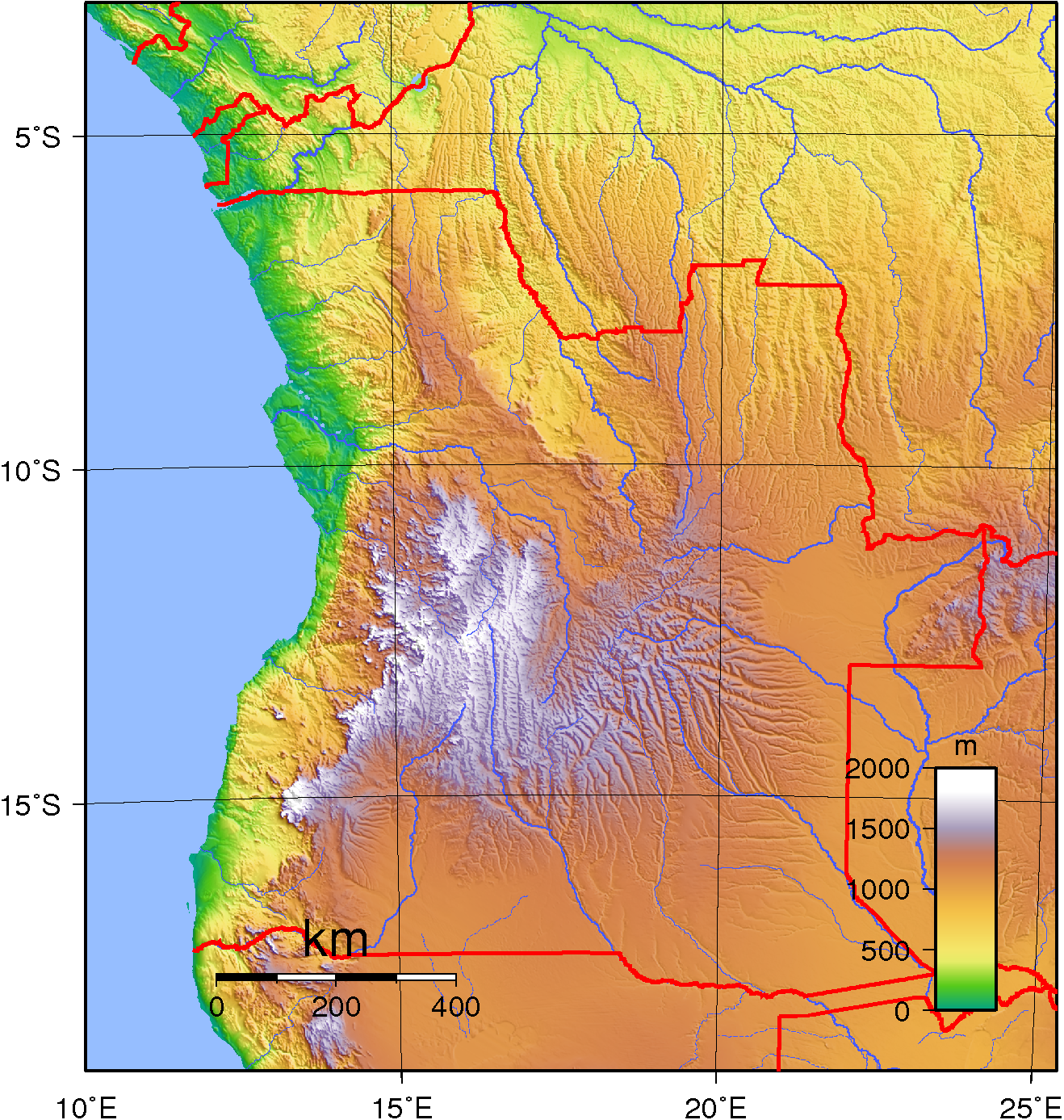
Mapa topográfico de Angola.

Terreno - uma planície costeira estreita ergue-se abruptamente até um vasto planalto interior
Extremos de elevação
- Maior altitude: Morro de Moco (2.620 m) 12° 28′ S, 15° 11′ L
- Menor altitude: Oceano Atlântico (0 m)

## Vegetação
Perigos naturais - chuvas locais fortes causam inundações periódicas no planalto
Ambiente - problemas atuais - excessivo uso de pastagens e consequente erosão dos solos, atribuível a pressões populacionais; desertificação; desflorestação de florestas úmidas tropicais em resposta quer da procura internacional por madeiras tropicais, quer do uso doméstico para combustível, resulta em perda de biodiversidade; erosão dos solos contribui para a poluição aquática  de rios e barragens; abastecimentos inadequados de água potável
Ambiente - acordos internacionais
- é parte de - Biodiversidade, Mudanças Climáticas, Desertificação, Lei do Mar, Proteção da Camada de Ozono, Poluição Provocada por Navios
- assinou mas não ratificou nenhum dos acordos selecionados

Geografia - nota - a província de Cabinda é um enclave, separado do resto do país pelo Congo-Quinxassa

## Áreas Protegidas
As áreas protegidas de Angola incluem Parques Nacionais, Parque Natural Regional, Reservas Naturais Integrais e Reservas Naturais Parciais.

## Cidades
Segue-se uma lista das cidades de Angola
Capital
- Luanda

Outras cidades principais
- Bailundo
- Benguela
- Caála
- Calandula
- Camacupa
- Chibia
- Dundo
- Gabela
- Ganda
- Huambo
- Cuíto
- Cabinda
- Lubango
- Luena
- Malanje
- Lobito
- Mabanza Congo
- Menongue
- Moçâmedes
- Nadalatando
- Ondijiva
- Porto Amboim
- Saurimo
- Soio
- Sumbe
- Tômbua
- Uíge

OBS:Sabendo que Angola esta dividida em:
- Províncias (21)
- Municípios (326)
- Comunas (378)

## Outros dados
Recursos naturais - petróleo, diamantes, minério de ferro, fosfatos, cobre, feldspato, ouro, bauxita e urânio
Uso da terra
- terra arável - 2,41%
- cultivo permanente - 0,4%
- outros - 97,19% (estimativa de 1999)

Terra irrigada - 750 km² (est. 1998)